# CRLF3
CRLF3‏ (Cytokine receptor like factor 3) هوَ بروتين يُشَفر بواسطة جين CRLF3 في الإنسان.